# تياغو أوليسيس
تياغو أوليسيس (بالبرتغالية: Tiago Ulisses‏) هو لاعب كرة قدم برازيلي في مركز الوسط، ولد في 9 مايو 1989 في ساو باولو في البرازيل. لعب مع فانكوفر وايتكابس ونادي ألميريا ب ونادي بوتافوغو اس بي.

## وصلات خارجية
- تياغو أوليسيس على موقع الدوري الأمريكي (الإنجليزية)
- تياغو أوليسيس على موقع قاعدة بيانات كرة القدم.إي يو (الإنجليزية)